# سونوس
سُونوس، مخفف «سیلیکون-اکسید-نیترید-اکسید-سیلیکون»، دقیق‌تر، «سیلیکون پلی‌کریستالی» - «دی‌اکسید سیلیکون» - «نیترید سیلیکون» - «دی‌اکسید سیلیکون» - «سیلیکون»،: 121  یک ساختار سطح مقطعی ماسفت (ترانزیستور اثرمیدانی اکسید-فلز-نیم‌رسانا)، که توسط پی سی وای چن از دوربین و ابزار فرچاید در سال ۱۹۷۷ تحقق یافت. این ساختار اغلب برای حافظه‌های غیرفرار مانند ئی‌ئیپ‌رام و حافظه‌های فلش استفاده می‌شود. گاهی برای نمایشگرهای تی‌اف‌تی ال‌سی‌دی استفاده می‌شود. این یکی از انواع سی‌تی‌اف (فلش تله بار) است. با استفاده از نیترید سیلیکون (Si3N4 یا Si9N10) به‌جای «مبتنی‌بر پلی سیلیکون جی‌اف (دروازه شناور)» برای مواد ذخیره بار از ساختارهای حافظه غیرفرار مرسوم متمایز می‌شود.: Fig. 1  نوع دیگر «شینوس» («سیلیکون» - «کاپای-زیاد» - «نیترید» - «اکسید» - «سیلیکون») است، که لایه اکسید بالایی با موادِ کاپای-زیاد جایگزین شده‌است. نوع پیشرفته دیگر «مونوس» («فلز اکسید-نیترید-اکسید-سیلیکون») است.: 137 : 66  شرکت‌های ارائه دهنده محصولات مبتنی‌بر سونوس شامل سایپرس نیم‌رسانا، ماکرونیکس ،توشیبا ،یونایتد مایکروالکترونیکس کورپوریشن و فلودیا هستند.

## شرح

ترسیم مقطعی سلول حافظه سونوس

یک سلول حافظه سونوس از یک ترانزیستور ماسفت کانال-اِن استاندارد پلی سیلیکون با افزودن یک تکه کوچک نیترید سیلیکون که در داخل اکسید گیت ترانزیستور قرار داده شده، تشکیل شده‌است. تکه باریک نیترید نارسانا است اما شامل تعداد زیادی از مکان‌های به دام‌اندازی بار است که قادر به نگه داشتن بار الکترواستاتیک هستند. لایه نیترید به‌طور الکتریکی از ترانزیستور دوروبر مجزاشده است، اگرچه بارهای ذخیره شده روی نیترید مستقیماً بر هدایت کانال ترانزیستور زیرین تأثیر می‌گذارد. ساندویچ اکسید/نیترید معمولاً از یک لایه پایین اکسید به ضخامت ۲ نانومتر، یک لایه میانی نیترید سیلیکون با ضخامت ۵ نانومتر و یک لایه فوقانی اکسید ۵–۱۰ نانومتر تشکیل شده‌است.